# Наредба-закон за трудововъзпитателни общежития за политически опасните лица
Наредбата-закон за трудововъзпитателни общежития за политически опасните лица от 20 декември 1944 г. е антиконституционен акт на установения с Деветосептемрвийския преврaт режим.
Съгласно неговия чл. 1 „политически опасните лица“ са хора, опасни за „държавния ред и сигурност“. Така приетият закон идва да узакони създадените в страната още след 9 септември 1944 г. лагери за принудителен труд. Лишаването от свобода става в определени места и селища без съд, единствено с мотивирана заповед на министъра на вътрешните работи по доклад на директора на милицията след проведено дознание. Всъщност се прилага според „бърза процедура“ за масово въдворяване в лагерите на лица без предварително дознание.
През декември 1944 г. Антон Югов – министър на вътрешните работи, докладва в Политбюро, че изпратените в лагери и на принудителна работа са 37 347 души, отделно към юли 1945 г. са изселени 4325 семейства или 11 875 души.
Това е сред причините за приемане на Закона за обявяване комунистическия режим в България за престъпен през 2000 г., който е действащ акт и днес в Република България.